# 林縣 (密蘇里州)
林縣（英語：Linn County）是美國密蘇里州中北部的一個縣。面積1,610平方公里。根據美國2000年人口普查，共有人口13,754。縣治林奈 (Linneus)。
成立於1837年。縣名紀念代表密蘇里州的聯邦參議員劉易斯·菲爾茨·林 (Lewis Fields Linn)。